# Bismutohauchecornite
La bismutohauchecornite è un minerale appartenente al gruppo dell'hauchecornite.